# Simon Hamelink

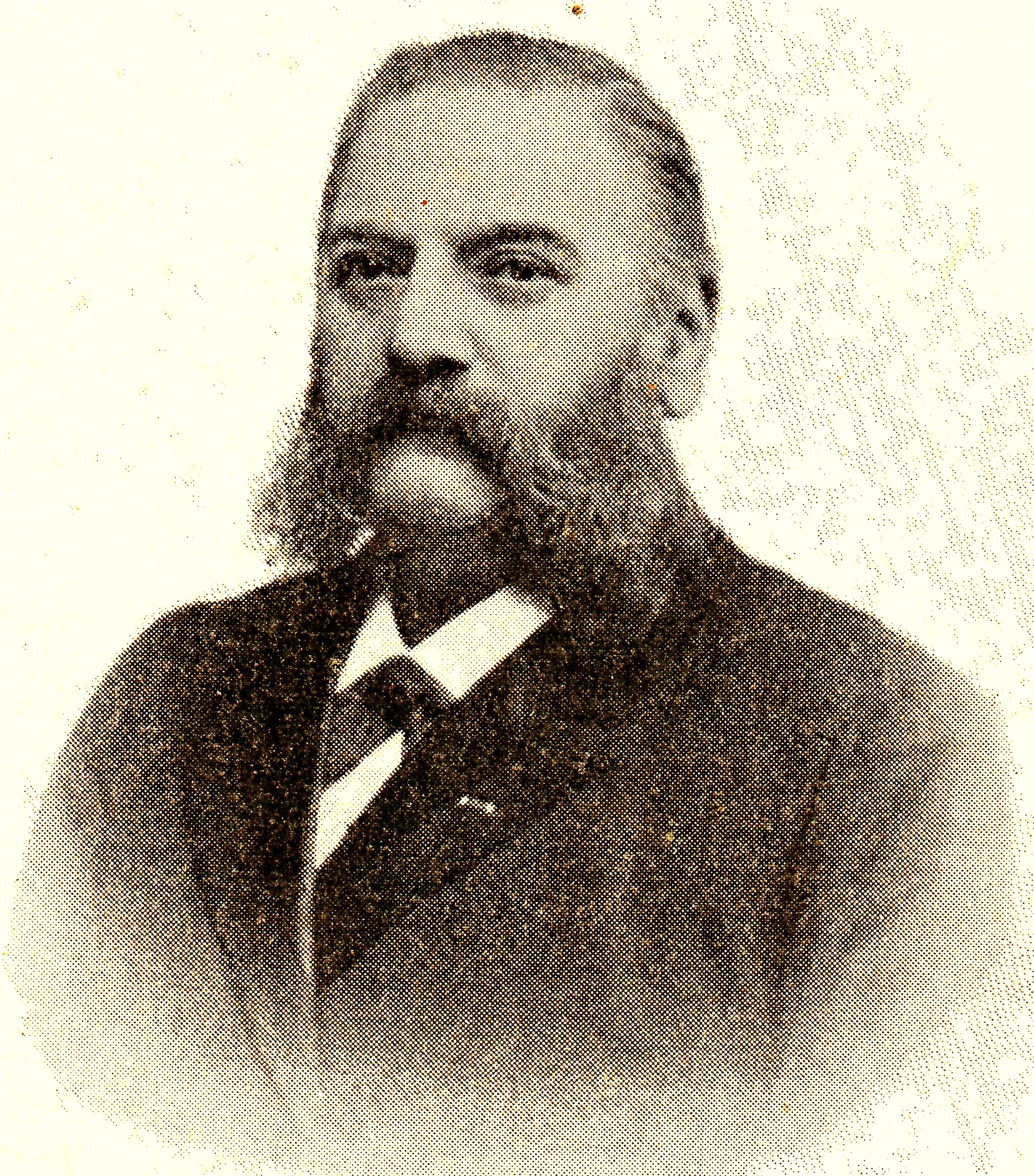
Simon Hamelink

Simon Hamelink (Terneuzen, 8 januari 1843 - 16 november 1900) was van 1880 tot 1900 directeur van de Nederlandsche Tramweg Maatschappij. 
Hamelink riep in 1881 de vereniging Nederlandsche Vereeniging voor Locaalspoorwegen en Tramwegen in het leven en was daarvan vanaf de oprichting op 1 juli 1891 de voorzitter, waarna hij de functie van secretaris-penningmeester en redacteur van het verenigingsblad op zich nam. Op 1 januari 1897 moest hij deze functies neerleggen, vanwege de andere drukke werkzaamheden als directeur. Voorts was hij gedurende enige jaren bestuurslid der Union Internationale Permanente des Tramways.